# Giorgi Gacharia
Giorgi Gacharia (Georgisch: გიორგი გახარია) (Tbilisi, 19 maart 1975) is een Georgisch politicus. Hij was van 2019 tot 2021 premier namens Georgische Droom. In 2021 richtte hij de partij Voor Georgië op, in oppositie tegen zijn voormalige partij.

## Biografie
Giorgi Gacharia werd in Tbilisi geboren, in wat destijds nog de Georgische sovjetrepubliek was. Zijn vader was professor en kwam van oorsprong uit Senaki, in de west-Georgische streek Samegrelo. Zijn moeder werkte bij het nationaal archief in Tbilisi. Gacharia's ouders waren zogeheten "Zviadisten", aanhangers van de eerste president van Georgië, Zviad Gamsachoerdia, die in januari 1992 door een gewelddadige staatsgreep werd afgezet. Gacharia's vader was sinds de jaren 1990 coordinator in de volksbeweging "Samegrelo".

### Opleiding en beroepscarrière
Van 1992 tot 1994 studeerde Gacharia aan de faculteit geschiedenis van de Staatsuniversiteit van Tbilisi, waarna hij vijf jaar aan de Staatsuniversiteit van Moskou studeerde. Hij behaalde daar een masterdiploma in politieke wetenschappen. Aan dezelfde universiteit deed hij in 2002-2004 een masterstudie bedrijfsmanagement en was hij van 2006 tot 2009 gastdocent toegepaste biotechnologie.
Na zijn afstuderen in 1999 vervulde Gacharia verschillende functies in het bedrijfsleven. Van mei 2004 tot november 2008 was hij directeur van de SFK Group in Moskou, waarna hij tot februari 2013 directeur bedrijfsontwikkeling was bij de Lufthansa Services Group voor de regio Oost-Europa, GOS en Rusland.

## Politiek
Gacharia maakte begin 2013 zijn entree in de Georgische politiek, toen hij door oligarch en premier Bidzina Ivanisjvili benaderd werd om de bedrijfsombudspersoon te worden, een politieke benoeming. De vader van Gacharia had hier een initiërende rol in, door het cv van zijn zoon naar de assistent van Ivanisjvili te sturen. Gacharia werd met ingang van maart 2013 benoemd in deze functie, wat hij tot juli 2016 bleef. Tegelijkertijd was hij van december 2014 tot september 2016 secretaris van de economische raad van de regering.

### Ministerschap

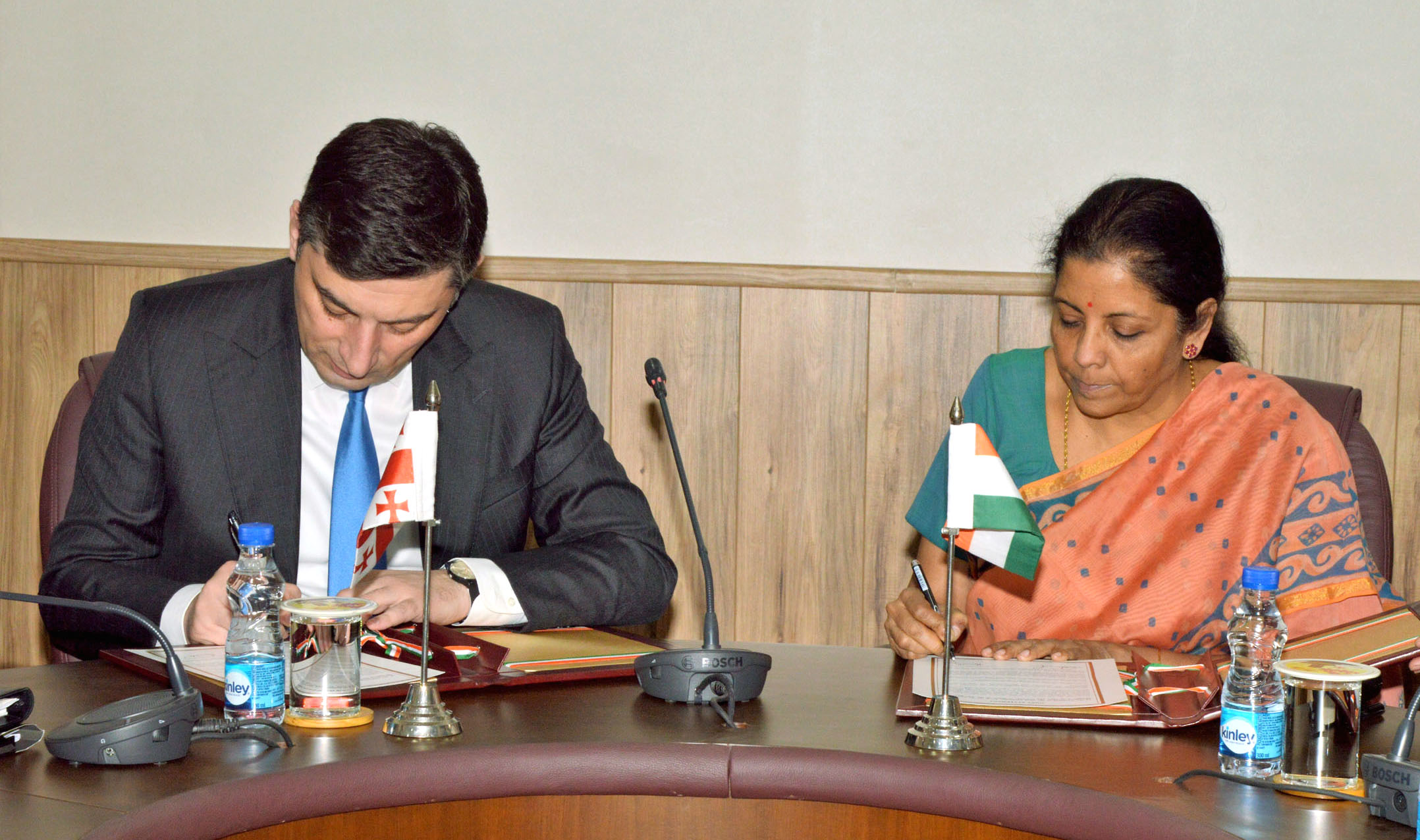
Gacharia tekende in India een Open Skies-verdrag (2017).

Voor de parlementsverkiezingen van oktober 2016 stond Gacharia op de vijfde plaats van de kieslijst van de regerende Georgische Droom. Kort na zijn verkiezing in het parlement werd hij minister van economie in het kabinet van premier Giorgi Kvirikasjvili. Onder zijn ministerschap tekende Georgië een Open Skies-verdrag met India, een vrijhandelsverdrag met China, en een memorandum van overeenstemming met CEFC China Energy voor de ontwikkeling van een vrijhaven in Poti in het kader van de Nieuwe Zijderoute.
Na een jaar werd Gacharia in een kabinetsherschikking benoemd tot minister van binnenlandse zaken in het kabinet Kvirkasjvili. Hij werd tevens vice-premier. Gacharia stelde zich ten doel een reeks hervormingen door te voeren bij de politie en grensbewaking. Daarnaast maakte hij prioriteit van het bestrijden van de georganiseerde misdaad door strengere wetgeving en het stroomlijnen van procedures.

### Maatschappelijke onrust
Gacharia had een roerig ministerschap als verantwoordelijke voor justitie, politie, antiterreureenheden en grensbewaking. Hij kreeg kort na zijn benoeming in november 2017 te maken met een anti-terreuroperatie in een appartementengebouw in Tbilisi, die uitliep op een schietpartij en beleg van 20 uur. Doelwit van de operatie was de Tsjetsjeen Achmed Tsjatajev, die verantwoordelijk werd gehouden voor de aanslag op Atatürk Airport in Istanbul op 28 juni 2016. Tsjatajev blies zichzelf op tijdens de inval. Ook twee medeverdachten en een commando kwamen om. Een maand na deze inval voerde de anti-terreureenheid een operatie uit in de Pankisivallei, waarbij een tiener fatale schotwonden opliep. Hij werd verdacht van betrokkenheid bij het assisteren van Tsjatajev.
Gacharia kreeg in zijn eerste maand als minister van binnenlandse zaken ook te maken met een steekpartij tussen een groep tieners van een prestigieuze school in het centrum van Tbilisi, waarbij twee leerlingen omkwamen. De gerechtelijke gang tegen twee tienerverdachten maakte gedurende 2018 veel los in de maatschappij en leidde tot grote demonstraties. Deze zaak en publieke sentimenten daarover etterden door in 2019 en gingen over in bredere onvrede over de regering van Georgische Droom.

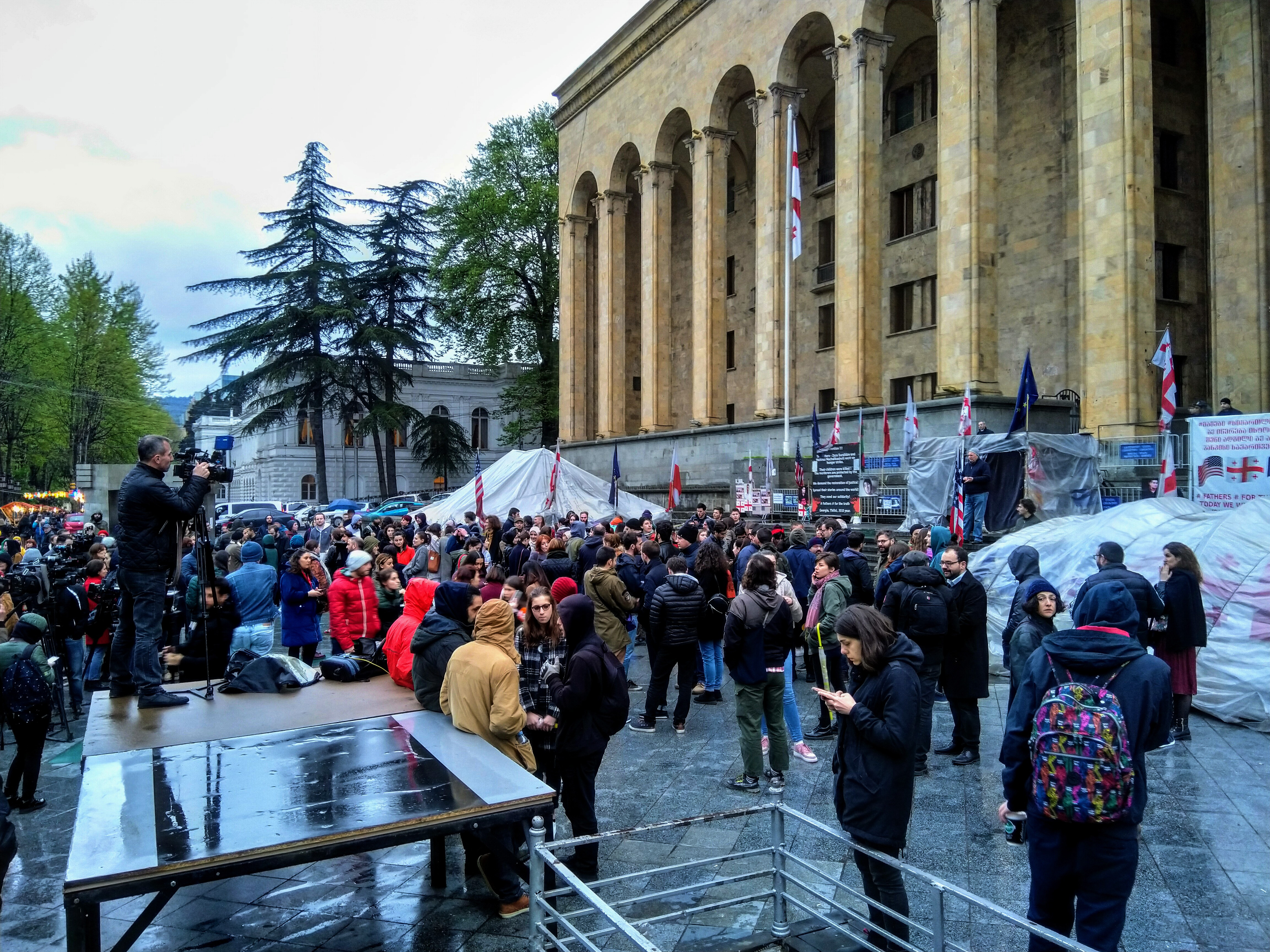
Protest in Tbilisi naar aanleiding van politieoptreden in de Pankisivallei.

In april 2019 liepen spanningen op in de Pankisivallei over de bouw van een waterkrachtcentrale in de Alazani, waar de lokale bevolking zich niet over gehoord voelde. Onderliggend voelde de islamitische gemeenschap in Pankisi zich gestigmatiseerd door de autoriteiten, ook in het licht van de anti-terreuroperatie in december 2017. De oproerpolitie greep hardhandig in tegen demonstrerende burgers, waarbij tientallen gewond raakten. Gacharia wist de gemoederen te bedaren door de bewoners te beloven dat de bouw stopgezet zou worden.
In dezelfde week speelde een grensdispuut met Azerbeidzjan op rond het David Garedzja-klooster, nadat president Salome Zoerabisjvili er een bezoek aan had gebracht. Ze zei dat het historische complex op de grens met Azerbeidzjan gerestaureerd moest worden en de grens eindelijk eens definitief vastgelegd moest worden. In reactie daarop blokkeerde Azerbeidzjan de toegang tot een deel van het kloostercomplex. De rel leidde tot een hoogoplopend juridisch conflict in Georgië tegen voormalige leden van de grensdemarcatiecommissie.

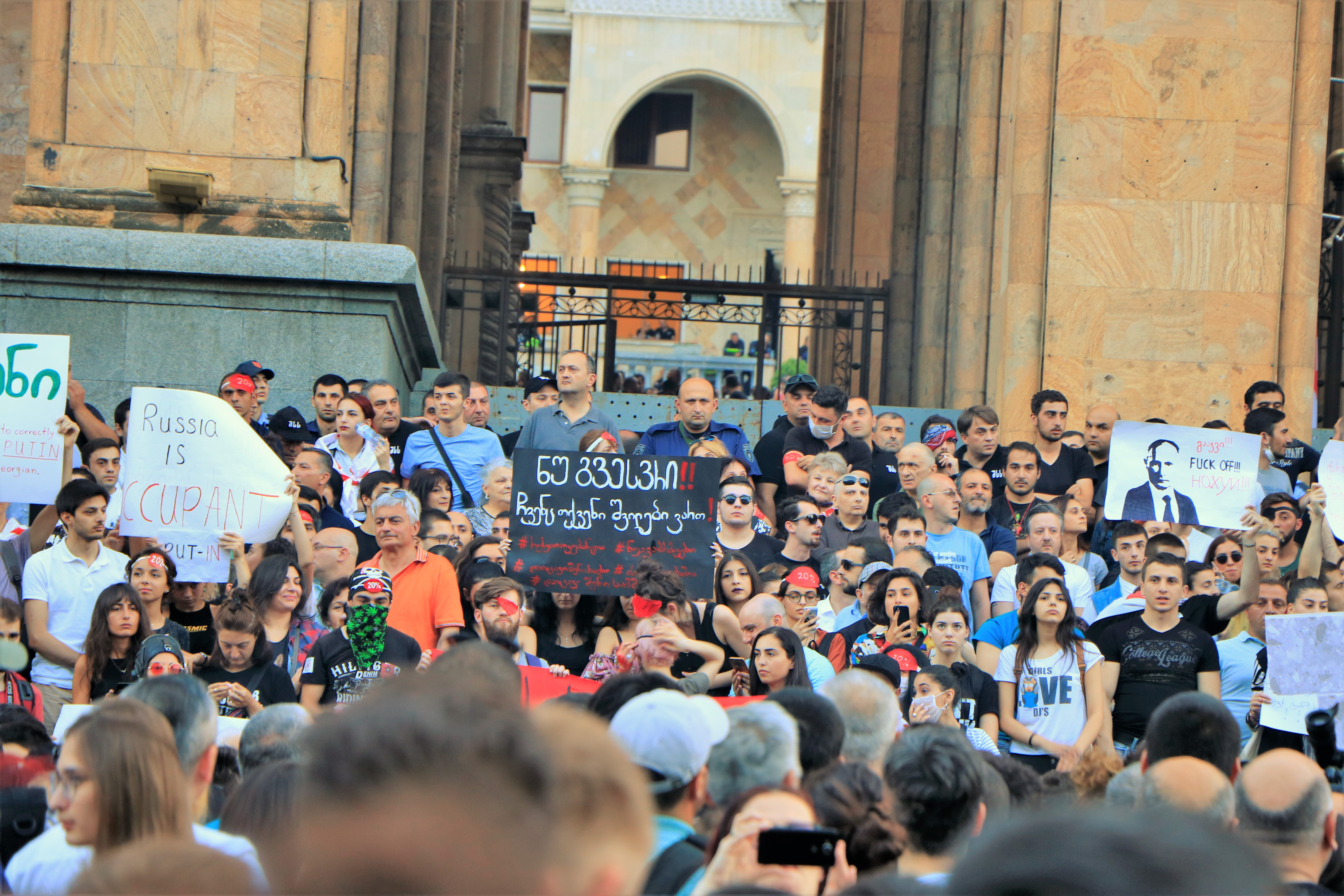
Demonstraties naar aanleiding van de toespraak van Doema-lid Gavrilov in het parlement.

Twee maanden later was het parlement van Georgië gastheer van de Interparlementaire Vergadering van Orthodoxen, die orthodox-christelijke parlementariërs verenigt. De bijeenkomst in de plenaire zaal van het parlement werd op 20 juni 2019 geopend met een toespraak van het Russische Doema-lid Sergei Gavrilov van de Communistische Partij, terwijl hij in de voorzittersstoel zat. Dit was de Georgische oppositie tegen het zere been, die vervolgens burgers opriep bij het parlement te demonstreren. Het vertrek van parlementsvoorzitter Irakli Kobachidze en verschillende kabinetsleden, inclusief Gacharia en premier Mamoeka Bachtadze, werd geëist. De toespraak van Gavrilov in het Russisch vanuit de voorzittersstoel werd opgevat als een provocatie van de bezettingsmacht.
De politie beëindigde de demonstraties dezelfde nacht op gewelddadige wijze met traangas en rubberen kogels, waarbij honderden gewonden vielen en twee jongeren een oog kwijtraakten. Kort daarop introduceerde Rusland een ban op het vliegverkeer tussen beide landen, die uiteindelijk vier jaar standhield, vanwege "anti-Russische provocaties" van Georgische zijde. Gacharia, als minister verantwoordelijk voor het politieoptreden, werd in september 2019 gepromoveerd tot premier. In april 2025 verklaarde Gacharia voor een parlementscommissie dat hij geen opdracht had gegeven tot het gebruik van rubberen kogels tegen de demonstranten en dat hij bij kennisneming van het gebruik de instructie had gegeven dit alleen in uiterste nood in te zetten. In 2024 werd Georgië door het Europees Hof voor de Rechten van de Mens tot de orde geroepen over dit politieoptreden en het in gebreke blijven van onderzoek.

### Premier

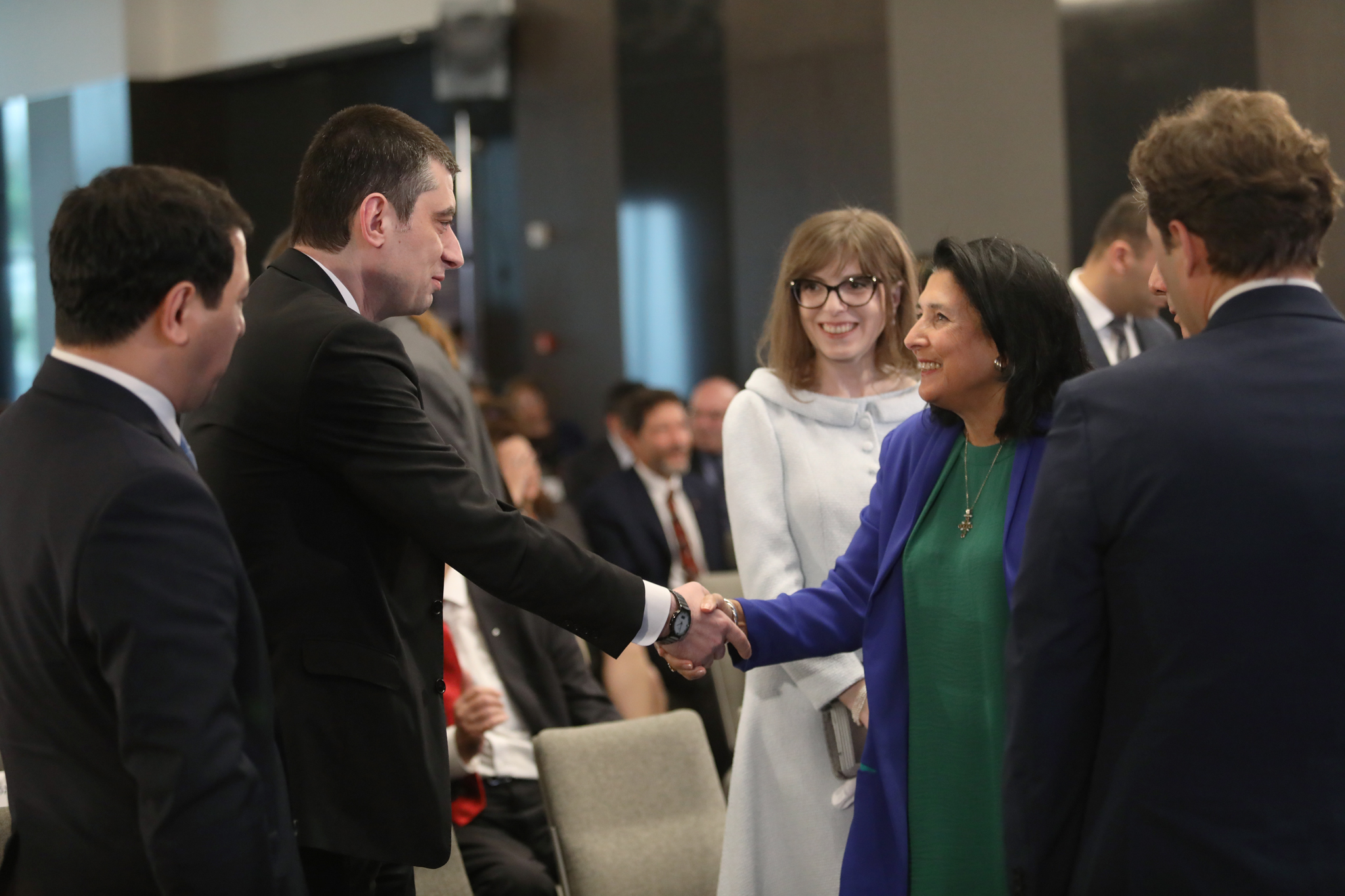
Premier Gacharia en president Zoerabisjvili (september 2019).

Het eerste buitenlandse bezoek van Gacharia als premier was naar Azerbeidzjan, waar het grensdispuut rond het David Garedzjaklooster hoog op de agenda stond. De anti-regeringsprotesten hielden in het najaar van 2019 aan, waar vervroegde verkiezingen in een geheel evenredig kiesstelsel werden geëist. Gacharia kreeg als premier ook te maken met de coronapandemie. De regering zette een streng beleid in, waarmee het initieel succes had en internationaal lof oogstte, maar na de zomer van 2020 werd het land alsnog hard getroffen door het virus als gevolg van het verlichten van maatregelen.

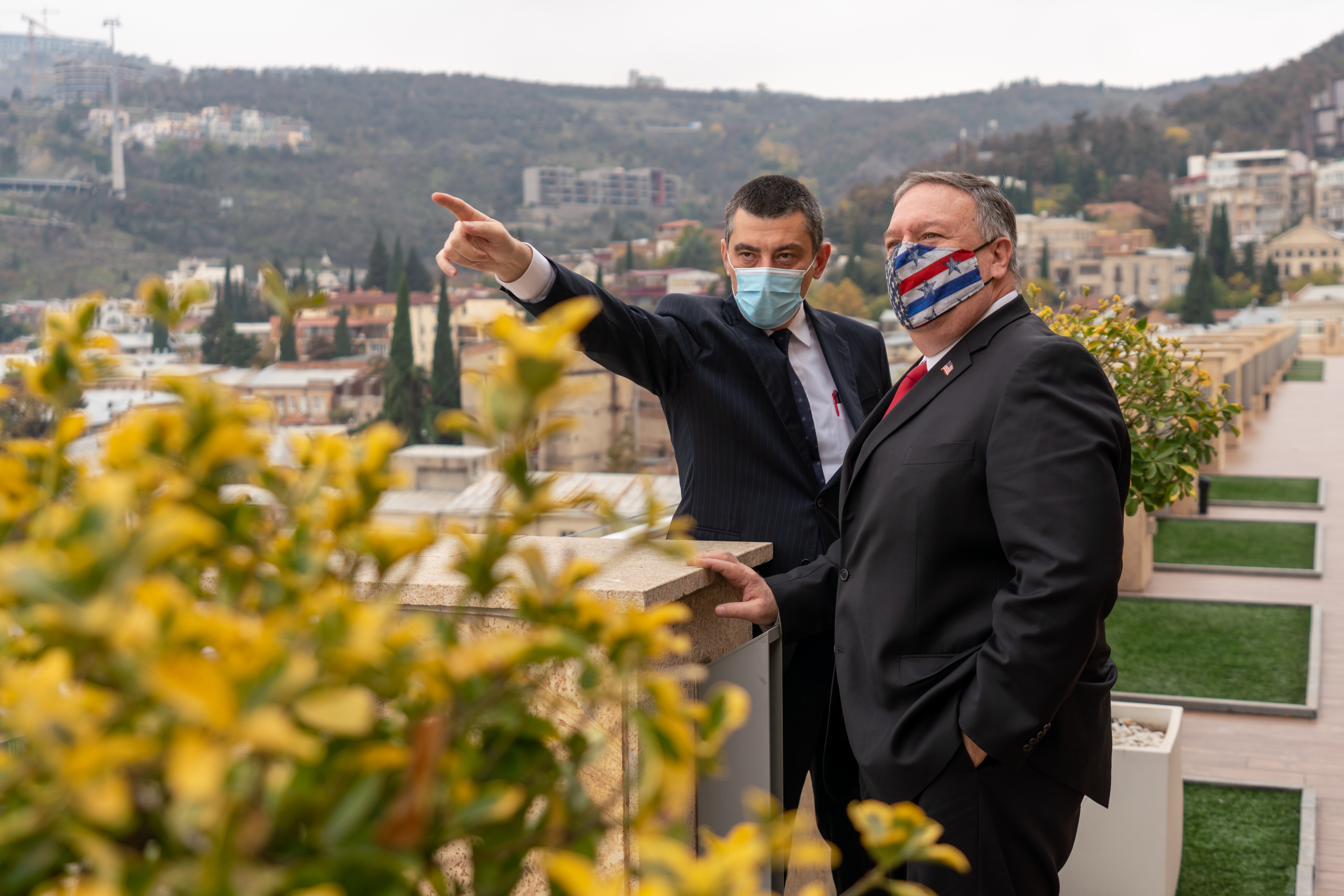
De Amerikaanse minister van buitenlandse zaken, Mike Pompeo, kwam in november 2020 op een gevoelig moment op bezoek middenin de politieke patstelling als gevolg van de verkiezingen.

De verkiezingen van oktober 2020 werden na Amerikaanse diplomatieke bemiddeling gehouden met een aangepast kiesstelsel waarin meer evenredigheid was geregeld. Gacharia was lijsttrekker voor Georgische Droom in de verkiezingen, die hij won ondanks de maatschappelijke onrust. De partij kreeg bijna de helft van het aantal stemmen, evenveel als vier jaar eerder, en behield een ruime parlementaire meerderheid. De oppositie uitte beschuldigingen van verkiezingsfraude en boycotte het parlement maandenlang, wat tot een politieke impasse leidde. Gacharia presenteerde op 24 december 2020 bij de inzegening van zijn vrijwel ongewijzigde kabinet het regeringsprogramma "Voor de opbouw van een Europese staat", dat was gericht op het voorbereiden op de aanvraag van het EU-lidmaatschap in 2024.
Nog geen twee maanden later, op 18 februari 2021, nam Gacharia ontslag als premier, terwijl de politieke impasse met de oppositie nog voortduurde. Directe aanleiding was een gerechtelijke uitspraak om oppositieleider Nika Melia van de Verenigde Nationale Beweging te arresteren, wat Gacharia niet zag zitten middenin de politieke crisis. Melia moest van de rechtbank worden gearresteerd omdat hij een verhoogde borgsom niet had betaald in relatie tot de demonstraties op 20 juni 2019 en zijn vermeende betrokkenheid bij het bestormen van het parlement. Gacharia werd opgevolgd door Irakli Garibasjvili, die tussen 2013 en 2015 ook al premier was en te boek als een compromisloos leider. Melia werd meteen opgepakt. Een half jaar later zei Gacharia dat Melia niet de voornaamste reden voor zijn aftreden was, maar zijn besef dat de partijleiding niet bereid was om de belangen van de staat boven de partijbelangen te stellen.

### Eigen partij

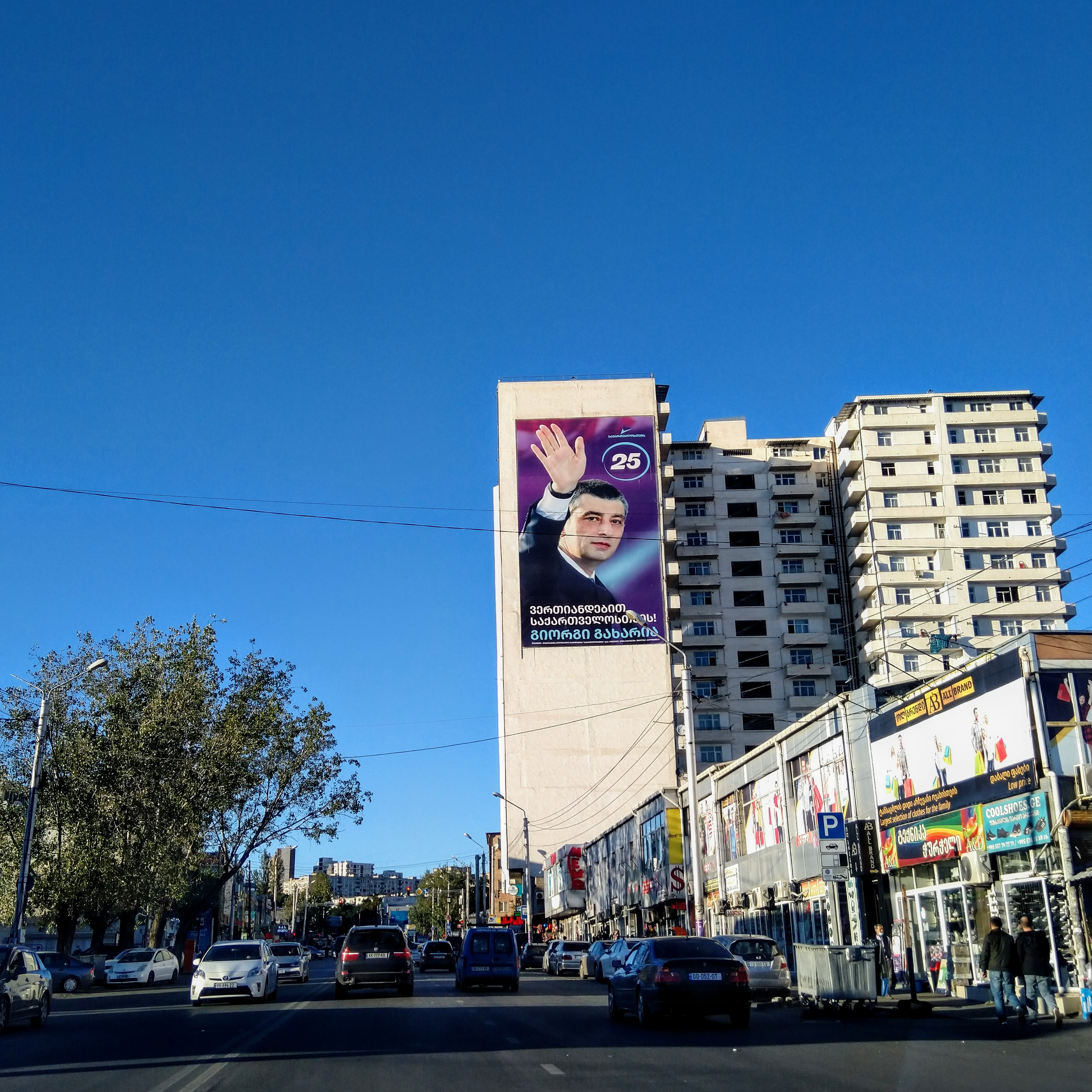
In 2021 deed Gacharia met zijn partij Voor Georgië mee met de gemeenteraadsverkiezingen en werd derde. Tevens was hij kandidaat voor het burgemeesterschap van Tbilisi.

Gacharia verliet de Georgische Droom en begon de partij Voor Georgië in oppositie tegen de regering. Hij wist zes parlementsleden van Georgische Droom mee te krijgen met zijn initiatief. Gacharia bleef zelf buiten het parlement omdat zijn zetel al was geannuleerd na zijn herbenoeming als premier.
Op het openingscongres van zijn partij, waar hij tot voorzitter werd gekozen, zette hij de strijd voor een "eerlijke en sterke staat" en "eerlijke en gelijke toegang tot kansen" centraal. Hij benoemde het gebrek aan burgervertrouwen in de zwakke staatsinstellingen, het gebrek aan sociale beschermingsmechanismen, de armoede en werkloosheid, nepotisme en corruptie als belangrijke speerpunten om aan te pakken. In oktober 2021 werd de partij derde in de gemeenteraadsverkiezingen en was Voor Georgië de sleutelpartij in een aantal gemeenten om Georgische Droom uit de macht te houden.
De meeste pro-westerse oppositiepartijen gingen coalities aan voor de parlementsverkiezingen van oktober 2024, maar Voor Georgië deed zelfstandig mee. President Salome Zoerabisjvili probeerde Gacharia's partij nog aan Lelo te koppelen, maar oud zeer tussen de partijleiders uit de tijd van het minister- en premierschap van Gacharia zat dit in de weg. De partij behaalde volgens de betwiste uitslag bijna acht procent van de stemmen, goed voor twaalf zetels. De gehele oppositie, inclusief Voor Georgië, boycotte het parlement in protest tegen de in hun ogen door Georgische Droom gemanipuleerde uitslag.
Gacharia, die sinds zijn vertrek bij Georgische Droom door zijn voormalige partij als verrader werd bestempeld, werd in januari 2025 in een hotellobby in Batoemi mishandeld door parlementsleden van Georgische Droom. Een maand later werd hij op het vliegveld van Tbilisi met eieren bekogeld, toen hij arriveerde van de veiligheidsconferentie van München. Op 2 juli 2025 werd zijn parlementszetel, met die van de andere elf partijgenoten, ingetrokken vanwege stelselmatige afwezigheid. In tegenstelling tot de rest van de oppositie, had Voor Georgië niet meegedaan met het zelf opzeggen van de zetels.

### Onderzoekscommissie
In april 2025 verscheen Gacharia voor de parlementaire onderzoekscommissie, die de regering Saakasjvili (2004-2012) onderzocht en als oogmerk had de Verenigde Nationale Beweging en al haar vermeende satellietpartijen te verbieden. Alle andere oppositieleiders die voor de commissie werden opgeroepen boycotten deze. Gacharia werd urenlang ondervraagd over zijn rol tijdens de anti-regeringsdemonstraties in juni 2019, waar honderden gewonden vielen door politieoptreden (zie boven). Daarnaast werd hij ondervraagd over zijn rol als minister van binnenlandse zaken in het conflict met Zuid-Ossetië rond een Georgische politiepost bij het dorp Tsjortsjana en de conflictlijn. De bouw van een nieuwe politiepost in augustus 2019 gaf directe aanleiding voor Zuid-Ossetië om een sluimerende territoriale claim op dit bosrijke gebied, dat onder Georgische controle viel, uit de kast te halen aan de hand van oude kaarten en de vermeende vastgelegde oorspronkelijke begrenzing in 1922 van de Zuid-Ossetische Autonome Oblast. In reactie op de bouw van de politiepost en haar weigering deze af te breken, traden Zuid-Osseetse en Russische troepen buiten de conflictlijn en bezetten een gebied van ongeveer vijf vierkante kilometer.
Gacharia werd door de commissie beschuldigd van gebrek aan coördinatie met de regering, de nationale veiligheidsdienst en de Europese monitoring missie, iets dat hij ontkende. Toenmalig hoofd van de veiligheidsdiensten en Gacharia's opvolger als minister van binnenlandse zaken, Vachtang Gomelaoeri, verklaarde in juni 2025 dat hij tegen de bouw van deze post was en er niet over geïnformeerd was. Hij legde de verklaring af als getuige in een onderzoek dat de openbare aanklager was gestart tegen Gacharia naar "gevallen van sabotage, poging tot sabotage, medeplichtigheid aan vijandige activiteiten door buitenlandse of door het buitenland gecontroleerde organisaties en financiering van activiteiten die in strijd zijn met de constitutionele orde en de nationale veiligheid van Georgië". Volgens oppositieleiders zetten de Georgische autoriteiten hiermee Gacharia onder druk om mee te doen aan de lokale verkiezingen in oktober 2025, waarover de oppositie verdeeld was. Het alternatief voor Gacharia was anders de gevangenis.

## Verkiezingsresultaten
| Burgemeester Tbilisi | 2021 | Voor Georgië | 45.257 | 9,4 | 3 | Kacha Kaladze | [ 44 ] |  |  |  |  |  |  |  |
|                      |      |              |        |     |   |               |        |  |  |  |  |  |  |  |

## Persoonlijk
Gacharia is getrouwd en heeft een dochter. Tot november 2016 had hij het Russisch staatsburgerschap.